# Tantilla coronata
Espèce
Synonymes
- Homalocranium wagneri Jan, 1862
- Tantilla coronata mitrifer Schwartz, 1953

Statut de conservation UICN

 LC  : Préoccupation mineure
Tantilla coronata  est une espèce de serpents de la famille des Colubridae.

## Répartition
Cette espèce est endémique des États-Unis. Elle se rencontre dans le sud-est de la Louisiane, dans le Mississippi, dans l'Alabama, en Géorgie, dans le nord-ouest de la Floride, en Caroline du Sud, en Caroline du Nord, dans l'Indiana, dans le Tennessee, dans l'ouest du Kentucky et en Virginie.

## Description
C'est un serpent ovipare.

## Publication originale
- Baird & Girard, 1853 : Catalogue of North American Reptiles in the Museum of the Smithsonian Institution. Part 1. Serpents. Smithsonian Institution, Washington, p. 1-172 (texte intégral).